# Oficina Nacional de Emergência do Ministério do Interior
A Oficina Nacional de Emergencia del Ministerio del Interior (ONEMI) é um órgão público, dependente do Ministério do Interior do Chile, que tem por objetivo planificar, coordenar e executar as ações destinadas a solucionar os problemas derivados de terremotos e outras catástrofes ("emergências").